# 圣卡特琳娜大学短期大学部
圣卡特琳娜大学短期大学部（日语：／ Sei Katarina Daigaku Tanki Daigakubu *），是一所位于日本爱媛县松山市的私立短期大学。前身是圣卡特琳娜女子短期大学（日语：／ Sei Katarina Joshi Tanki Daigaku *）。

## 概要

### 简介
- 短期大学成立于1966年[1]、由学校法人圣卡特琳娜学园经营、来源于大公教会。从2004年开始招收男学生。

### 历史
- 1966年 圣卡特琳娜女子短期大学成立并同时设置幼儿教育科和食物科[1]。
- 1968年 音乐科成立[1]。
- 1971年 幼儿教育科改编为儿童教育学科、分离为初等教育专攻和幼儿教育专攻。食物科变更为食物学科[1]。
- 1977年 专科音乐专攻专攻成立[2]。
- 1987年 儿童教育学科初等教育专攻招生最后[3]。
- 1990年 儿童教育学科初等教育专攻停办。儿童教育学科变更为幼儿教育学科[1]。
- 1994年 食物学科变更为食物营养学科[1]。
- 2000年 食物营养学科变更为健康营养学科、分离为食物营养专攻和食物健康专攻。音乐科招生最后[1]。
- 2002年 今年4月1日音乐科停办[3]。
- 2004年 改校名为圣卡特琳娜大学短期大学部、开始招収男学生[1]。
- 2008年 健康营养学科招生最后[3]。
- 2010年 今年4月1日健康营养学科停办[3]。

### 宪章
- 请参看圣卡特琳娜大学短期大学部的标志。

## 学校环境
- 校区：在爱媛县松山市

## 历任校长
- 田中英吉：第一代短期大学校长[4]。
- ホビノ・サンミゲル：现在短期大学校长[5]

## 组织

### 学科
- 保育学科

### 前学科
- 儿童教育学科
  - 初等教育专攻[注 1]
  - 幼儿教育专攻→保育学科
- 健康营养学科[注 2]
  - 食物营养专攻[注 3]
  - 食物健康专攻[注 3]
- 音乐科

### 专科
- 音乐专攻

### 业余课程
- 没有

### 附属学校
- 幼儿园